# Thilo Stehle
Thilo Stehle (* 1962 in Stuttgart) ist ein deutscher Biochemiker und Strukturbiologe.
Nach einem Studium der Chemie an der Albert-Ludwigs-Universität Freiburg promovierte er dort 1992 bei Georg E. Schulz über Raumstrukturen und Katalysemechanismen der Enzyme Guanylatkinase und NADH-Peroxidase. Nach seiner Tätigkeit als Gruppenleiter der renommierten Harvard Medical School wurde er 2005 als Professor an die Universität Tübingen an das Interfakultäre Institut für Biochemie berufen.
Ein Forschungsschwerpunkt sind Kapsid-Proteine von Viren.
Seit 2021 ist er Dekan der mathematisch-naturwissenschaftlichen Fakultät.